# Монте-Агіла
Монте-Агіла (ісп. Monte Águila) — місто в області Біобіо VIII, Чилі. Населення — 6090 осіб (2002). Місто є точним поперечним і поздовжнім центром країни.